# Houd Zourdani
Houd Zourdani né le 17 octobre 1993 est un judoka algérien qui combat en catégorie moins 66 kg,.

## Palmarès
| Année | Compétition                  | Lieu         | Résultat | Catégorie      |
| ----- | ---------------------------- | ------------ | -------- | -------------- |
| 2013  | Championnats d'Afrique       | Maputo       | 3e       | Moins de 66 kg |
| 2014  | Championnats d'Afrique       | Port-Louis   | 3e       | Moins de 66 kg |
| 2015  | Championnats d'Afrique       | Libreville   | 1er      | Moins de 66 kg |
| 2015  | Jeux africains               | Brazzaville  | 1er      | Moins de 66 kg |
| 2016  | Championnats d'Afrique       | Tunis        | 3e       | Moins de 66 kg |
| 2017  | Championnats d'Afrique       | Antananarivo | 1er      | Moins de 66 kg |
| 2017  | Jeux de solidarité islamique | Bakou        | 2e       | Moins de 66 kg |
| 2018  | Championnats d'Afrique       | Tunis        | 3e       | Moins de 66 kg |
| 2022  | Championnats d'Afrique       | Oran         | 2e       | Moins de 73 kg |